# Ulrich von Gutenburg

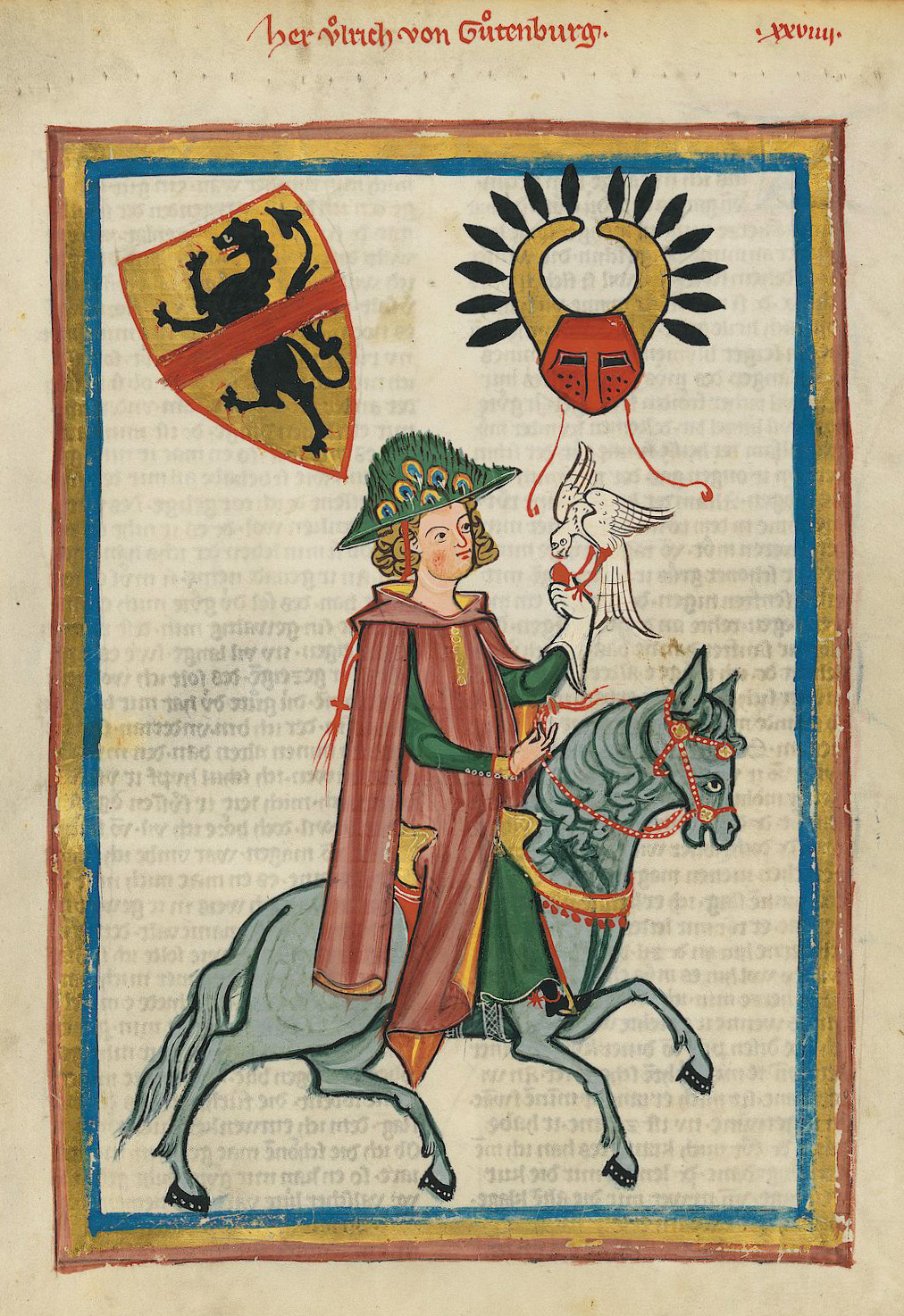
Ulrich von Gutenburg (Codex Manesse, 14. Jh.)

Ulrich von Gutenburg (manchmal auch: von Gutenberg) war ein Minnesänger. Er wirkte vermutlich am Anfang des 13. Jahrhunderts, und wurde um 1220 von Heinrich von dem Türlin in der Krone als verstorben beklagt.

## Werk
Die Manessische Liederhandschrift (Codex Manesse) überliefert von ihm einen Leich und ein sechsstrophiges Lied (Blatt 73r–75r), in der Weingartner Liederhandschrift ist nur das Lied unter Ulrich (Blatt 74f.) tradiert. Ulrich schuf den ersten überlieferten Minneleich in deutscher Sprache.
„Signum des Oeuvre ist eine gewisse Experimentierfreude, die Verflechtung mit dem Werk Friedrichs von Hausen und seiner ‚Schule‘ sowie eine entschiedene Hinwendung zu romanischen Mustern und Formen“.

## Identifikation
Während die ältere Forschung ihn einer oberelsässischen Familie zuordnete, die auf der Burg Gutenburg bei Rappoltsweiler ansässig war, wird in neuerer Zeit eher eine freiherrliche Familie bei Weißenburg/Bergzabern erwogen.
Ein Ulrich von Gutenburg urkundete 1186 in einer Urkunde Heinrich VI. (HRR), aber es ist nicht sicher, ob der Dichter, der sich in seinem Lied offenbar auf ein Lied des um 1200 wirkenden Blondel bezog, mit diesem Adeligen gleichgesetzt werden kann.
Eine Briefmarke des Fürstentums Liechtenstein aus dem Jahr 1961 zeigt die Darstellung des Ulrich von Gutenburg (gerüstet zur Falkenjagd), beschriftet mit her Ulrich von Gutenberg. Auf einer Philatelie-Seite im Internet ist dazu zu lesen, Ulrich von Gutenberg sei ein Zeitgenosse des Heinrich von Frauenberg um 1300 und Mitbesitzer der Burg Gutenberg bei Balzers gewesen. Da Ulrich von Gutenburg nachweislich etwa ein Jahrhundert früher lebte, ist diese Gleichsetzung, von der das Verfasserlexikon nichts weiß, offenkundig absurd. Abt Caspar von St. Blasien spricht sich in seiner Chronik aus dem 16. Jahrhundert gegen eine Abstammung aus diesem Haus aus. Er begründet seine Darstellung damit, dass die Wappen der beiden Geschlechter von Gutenburg völlig verschieden sind. Ähnlich argumentiert auch Mone, der die Herkunft aus dem Gutenburgischen Geschlecht welche ihre Stammburg an der Schlücht hatten anzweifelt. Lediglich von der Hagen ordnet Ulrich diesem Geschlecht zu.